# Politikai iránytű

A feliratok rendre: Tekintélyelvű bal, tekintélyelvű jobb, libertárius bal, libertárius jobb (a tekintélyelvűség még véletlenül sem összekeverendő a konzervativizmussal, nem különben a liberalizmus a libertarianizmussal).

A politikai iránytű egy többtengelyű politikai spektrum, ami alapján meghatározhatjuk a politikai hovatartozást több dimenzióban. Többféle politikai iránytű is létezik, különböző számú tengelyekkel.

## Történeti áttekintés
Az első ábrázolás a Floodgates of Anarchy  című könyvben történt, a politikai iránytű kifejezést egy weboldal használta először, amely egy online kérdőív alapján elhelyezi a válaszadót a politikában a gazdasági (bal/jobb) és szociális (szabadelvű/autorit) tengelyeken. Az oldalon tájékoztatást is kaphatunk a rendszerről, továbbá közismert politikai személyiségeket is elhelyeznek rajta.

## Működési elv
A politikai iránytű azon az nézeten alapszik, hogy a politikai álláspontot jobban le lehet írni két független tengellyel. A gazdasági tengely (bal/jobb) azt mutatja meg, hogy az illető a gazdasági élet milyen működtetését látja ideálisnak, a szociális tengely (libertárius/tekintélyelvű) pedig az állam társadalmi életre gyakorolt hatásának kívánt mértékére utal.  A jobboldali nézőpont szerint az állam hatásköre a gazdaságra nézve limitált, feladata mindössze a szabad verseny biztosítása, a baloldali rendszer szerint viszont e csökkent szerep a szélsőségek túlzott felerősödéséhez vezethet, nézőpontja szerint az állam feladata biztosítani a társadalom egészének relatív jólétét, melynek kulcs eszköze a központi irányítás alatt álló/ gazdaság (az irányító szerv lehet az állam, vagy nemzetközi közösségek). A tekintélyelvű nézőpont szerint az államnak van joga korlátozni az egyént, a libertarianizmus ezzel szemben a személyi szabadság maximalizálásában hisz.